# Siedlice, Hạt Police
Siedlice [ɕɛˈdlit͡sɛ] (tiếng Đức: Zedlitzfelde) là một ngôi làng thuộc khu hành chính của Cảnh sát Gmina, thuộc Hạt Cảnh sát, West Pomeranian Voivodeship, ở phía tây bắc Ba Lan, gần biên giới Đức. Nó nằm khoảng 3 kilômét (2 mi) phía tây bắc của Cảnh sát và 15 km (9 mi) phía bắc thủ đô khu vực Szczecin.
Trước năm 1945, khu vực này là một phần của Đức. Đối với lịch sử của khu vực, xem Lịch sử của Pomerania.